# Astronauti Kanady

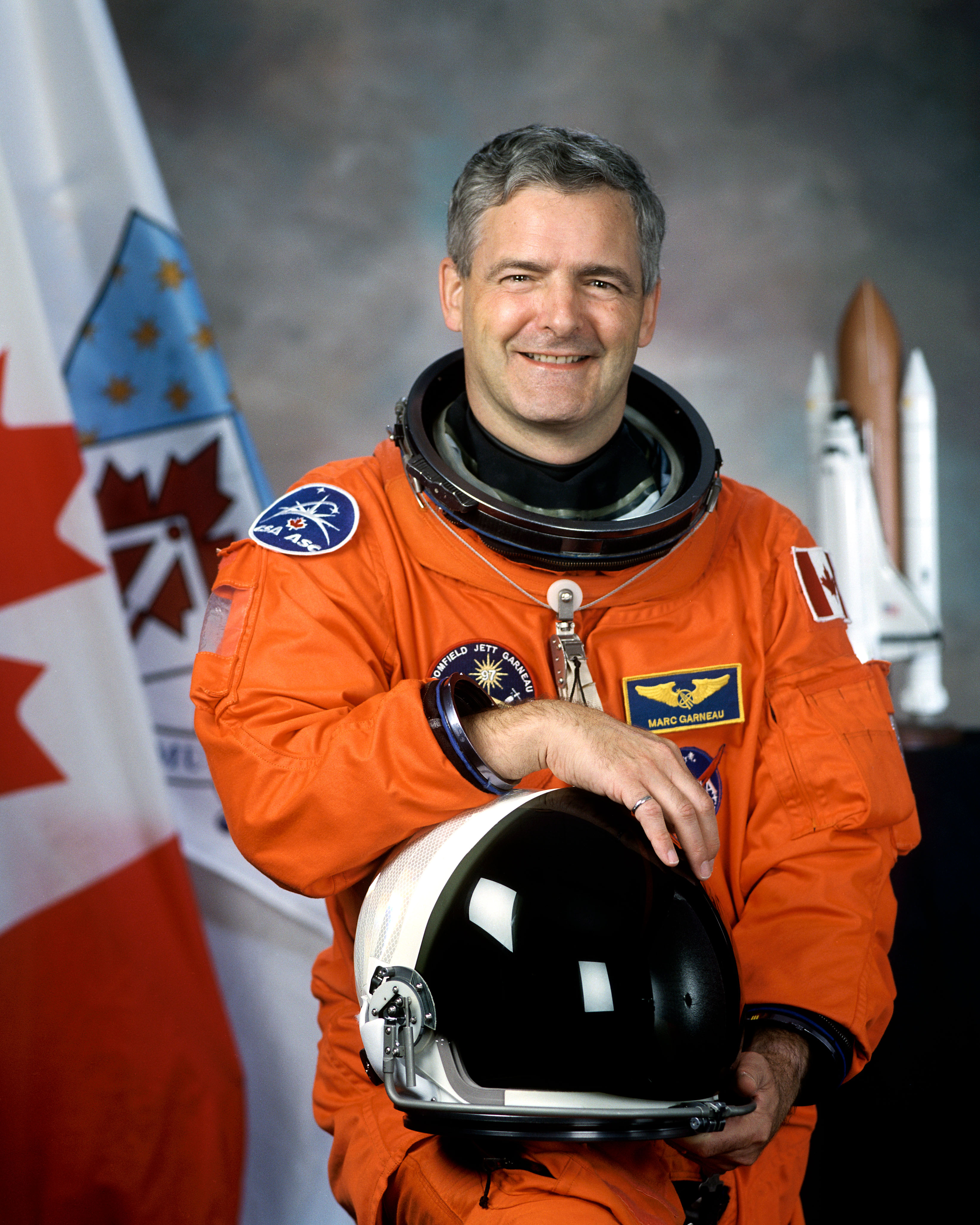
První kanadský astronaut Marc Garneau

Astronauti Kanady jsou členové oddílu astronautů Kanadské kosmické agentury (Canadian Space Agency, CSA), resp. do roku 1989 Národní výzkumné rady (National Research Council, NRC).

## Kanadští astronauti
Po podepsání dohody americké a kanadské vlády o letech Kanaďanů v amerických raketoplánech zahájila kanadská Národní výzkumná rada výběr kandidátů pro kosmické lety. V prosinci 1983 byla oznámena jména šesti finalistů. Byli to Roberta Bondarová, Marc Garneau, Steven MacLean, Kenneth Money, Robert Thirsk a Bjarni Tryggvason. Všichni v únoru 1984 zahájili přípravu v Johnsonově kosmickém středisku v Houstonu. Prvním Kanaďanem v kosmu se stal Garneau v říjnu 1984 (let STS-41G). Po založení Kanadské vesmírné agentury roku 1989 do ní přešli i kanadští astronauti. 
Po delší přestávce byly lety Kanaďanů obnoveny až roku 1992 letem STS-42 Roberty Bondarové. Téhož roku byl oddíl rozšířen o čtyři nové členy – Christophera Hadfielda, Julii Payetteovou, Dafydda Williamse a Michaela Mackaye (náhradník za původně určeného Roberta Stewarta, který odešel z osobních důvodů týden po ohlášení výsledků výběru).
Během devadesátých let se Kanaďané v posádkách raketoplánů objevovali každoročně, ale po roce 2001 přišla pětiletá pauza. Po přestávce se letů raketoplánů k Mezinárodní vesmírné stanici (ISS) zúčastnili v září 2006 (Steven MacLean v misi STS-115), v srpnu 2007 (Dafydd Williams při misi STS-118) a v červenci 2009 (Julie Payetteová, mise STS-127). 
Postupem času kanadští astronauti zestárli, roku 2008 bylo nejmladší z nich – Julii Payetteové – 45 let. Proto se vedení Kanadské kosmické agentury a nadřízeného ministerstva průmyslu rozhodla přijmout do oddílu dva nové členy. 22. května 2008 byl oznámen začátek nového náboru, přihlásilo se 5351 kandidátů. V květnu 2009 se šťastnými finalisty stali Jeremy Hansen a David Saint-Jacques. Zahájení výcviku v Houstonu se předpokládá v srpnu 2009.
V roce 2009 se první Kanaďan stal členem základní posádky ISS. Byl to Robert Thirsk v Expedici 20/21. Současně na přelomu září a října 2009 do vesmíru vzlétl a ISS navštívil jako člen 17. návštěvní expedice i první kanadský vesmírný turista – majitel cirkusové zábavní společnosti Guy Laliberté.
Další Kanaďan odstartoval k ISS v prosinci 2012, a sice Christopher Hadfield v Expedici 34 a Expedici 35 (které velel) a roku 2017 David Saint-Jacques. Roku 2017 zahájili výcvik dva noví kanadští astronauti, Joshua Kutryk a Jennifer Sideyová. V letech 2018/2019 v Expedici 58/59 na ISS pracoval David Saint-Jacques.

## Přehled astronautů Kanady
| Jméno                           | V oddílu od                  | Oddíl            | Lety                                                                             | Celkem ve vesmíru            | Odchod z oddílu               |
| ------------------------------- | ---------------------------- | ---------------- | -------------------------------------------------------------------------------- | ---------------------------- | ----------------------------- |
| Roberta Lynn Bondarová          | prosinec 1983                | NRC, od 1989 CSA | STS-42, 1992                                                                     | 8 dní, 1 hodina a 15 minut   | 4. září 1992                  |
| Marc Joseph Jean-Pierre Garneau | prosinec 1983                | NRC, od 1989 CSA | STS-41-G, 1984 STS-77, 1996 STS-97/ISS, 2000                                     | 29 dní a 2 hodin             | únor 2001                     |
| Steven Glenwood MacLean         | prosinec 1983                | NRC, od 1989 CSA | STS-52, 1992 STS-115/ISS, 2006                                                   | 21 dní, 16 hodin a 3 minuty  | 2008                          |
| Kenneth Eric Money              | prosinec 1983                | NRC, od 1989 CSA | neletěl                                                                          |                              | červenec 1992                 |
| Robert Brent Thirsk             | prosinec 1983                | NRC, od 1989 CSA | STS-78, 1996 Expedice 20/21 (Sojuz TMA-15/ISS), 2009                             | 204 dny, 18 hodin a 29 minut | 13. srpna 2012                |
| Bjarni Valdimar Tryggvason      | prosinec 1983 2004 (podruhé) | NRC, od 1989 CSA | STS-85, 1997                                                                     | 11 dní, 20 hodin a 27 minut  | 2001 červen 2008 (podruhé)    |
| Christopher Austin Hadfield     | červen 1992                  | CSA              | STS-74/Mir, 1995 STS-100/ISS, 2001 Expedice 34/35 (Sojuz TMA-07M/ISS), 2012/2013 | 165 dní, 16 hodin a 19 minut | 3. července 2013              |
| Julie Payetteová                | červen 1992                  | CSA              | STS-96/ISS, 1999 STS-127/ISS, 2009                                               | 25 dní, 11 hodin a 58 minut  | červenec 2013                 |
| Dafydd Rhys Williams            | červen 1992                  | CSA              | STS-90, 1998 STS-118/ISS, 2007                                                   | 28 dní, 15 hodin a 46 minut  | 1. března 2008                |
| Michael John McKay              | červen 1992                  | CSA              | neletěl                                                                          |                              | 1995                          |
| Jeremy Hansen                   | 13. května 2009              | CSA              | neletěl                                                                          |                              | aktivní                       |
| David Saint-Jacques             | 13. května 2009              | CSA              | Expedice 58/59 (Sojuz MS-11/ISS), 2018/2019                                      | 203 dní, 15 hodin a 16 minut | aktivní                       |
| Guy Laliberté                   | výcvik v CPK od května 2009  | soukromník       | 17. návštěvní expedice (ISS) (Sojuz TMA-16/ISS/Sojuz TMA-14)                     | 10 dní, 21 hodin a 17 minut  | po letu se vrátil k podnikání |
| Joshua Kutryk                   | 1. července 2017             | CSA              | neletěl                                                                          |                              | aktivní                       |
| Jennifer Sideyová               | 1. července 2017             | CSA              | neletěla                                                                         |                              | aktivní                       |